# Liste der Kulturgüter in Matten bei Interlaken
Die Liste der Kulturgüter in Matten bei Interlaken enthält alle Objekte in der Gemeinde Matten bei Interlaken im Kanton Bern, die gemäss der Haager Konvention zum Schutz von Kulturgut bei bewaffneten Konflikten, dem Bundesgesetz vom 20. Juni 2014 über den Schutz der Kulturgüter bei bewaffneten Konflikten sowie der Verordnung vom 29. Oktober 2014 über den Schutz der Kulturgüter bei bewaffneten Konflikten unter Schutz stehen.
Objekte der Kategorie A sind im Gemeindegebiet nicht ausgewiesen, Objekte der Kategorie B sind vollständig in der Liste enthalten, Objekte der Kategorie C fehlen zurzeit (Stand: 19. März 2024). Unter übrige Baudenkmäler sind geschützte Objekte zu finden, die im Bauinventar des Kantons Bern als «schützenswert» verzeichnet sind.

## Kulturgüter
| Foto |                                                                    | Objekt                                                   | Kat. | Typ | Standort                        | Beschreibung |
| ---- | ------------------------------------------------------------------ | -------------------------------------------------------- | ---- | --- | ------------------------------- | --- |
| ja   | Datei hochladen · Wikidata zu Hotel Mattenhof (Q29673262)          | Hotel Mattenhof KGS-Nr.: 01054                           | B    | G   | Hauptstrasse 36 632550 / 169880 | Das 1898 erbaute Grand Hotel mit dem Habitus eines Vorstadtpalais besass zunächst fünf Achsen und wurde 1908 um zwei Achsen erweitert sowie auf fünf Stockwerke aufgestockt. An der Nordostseite ist ein schlanker Turm angebaut. Trotz der Gliederung durch Loggien, Balkone, Pfeiler- und Arkadenreichen entfaltet das Bauwerk eine monumentale Wirkung. Im Süden erstreckt sich der Hotelpark. |
| ja   | Datei hochladen · Wikidata zu Mattenwirtshaus Hirschen (Q29673269) | Mattenwirtshaus Hirschen KGS-Nr.: 01055                  | B    | G   | Hauptstrasse 11 632410 / 170140 | Der im 16. Jahrhundert erstmals erwähnte und um 1760 neu erbaute Gasthof ist ein repräsentativer zweigeschossiger Blockbau auf hohem Mauersockel. Er besitzt eine leicht asymmetrische Hauptfassade mit Ründe unter geknicktem Halbwalmdach. Verziert mit zurückhaltenden Friesen sowie mit ausgeprägt spätbarock konturierten Blockkonsolen, Balkenköpfen und Vorkragkonsolen.                   |
| ja   | Datei hochladen · Wikidata zu Galgenhubel (Q29673247)              | Chlyne Ruge, spätmittelalterlicher Galgen KGS-Nr.: 09920 | B    | G   | Waldeggstrasse 631875 / 169825  | 1991/92 freigelegte und konservierte Mauerreste eines Galgens. Die Mattener Richtstätte ist spätmittelalterlichen Ursprungs und war nachweislich von 1528 bis 1798 in Gebrauch. |
| BW   | Datei hochladen · Wikidata zu Molketrinkhalle (Q111799395)         | Molketrinkhalle KGS-Nr.: 16783                           | B    | G   | Ringweg 30 632048 / 169421      | Trinkhalle von 1863 |

## Übrige Baudenkmäler
Hinweis: Anstelle der KGS-Nummer wird als Objekt-Identifikator (ID) die Grundstücksnummer verwendet.
| ID      | Foto |                                                            | Objekt                                   | Typ | Standort                                 | Beschreibung |
| ------- | ---- | ---------------------------------------------------------- | ---------------------------------------- | --- | ---------------------------------------- | ------------ |
| 21      | BW   | Datei hochladen                                            | Wohnhaus (1910)                          | G   | Rütistrasse 23 633036 / 170211           |              |
| 24      | BW   | Datei hochladen                                            | Zementsteinbrunnen (1909)                | K   | Hertigässli N.N. 632955 / 169838         |              |
| 36      | BW   | Datei hochladen                                            | Zementsteinbrunnen (1909)                | K   | Oelestrasse N.N. 632839 / 170347         |              |
| 45      | BW   | Datei hochladen                                            | Zementsteinbrunnen (1909)                | K   | Metzgergasse N.N. 632739 / 170014        |              |
| 52      | BW   | Datei hochladen                                            | Wohnhaus (1910)                          | G   | Rütistrasse 25 633054 / 170208           |              |
| 64      | BW   | Datei hochladen                                            | Zementsteinbrunnen (1909)                | K   | Kupfergasse N.N.2 633099 / 170095        |              |
| 65      | BW   | Datei hochladen                                            | Brunnen (1904)                           | K   | Hauptstrasse N.N. 632431 / 170108        |              |
| 72      | BW   | Datei hochladen                                            | Zementsteinbrunnen (1909)                | K   | Kupfergasse N.N.1 632940 / 170029        |              |
| 82; 807 | BW   | Datei hochladen                                            | Ehemaliges Bauernhaus (1599)             | G   | Brunngasse 21, 23 632753 / 169860        |              |
| 134     | BW   | Datei hochladen                                            | Ehemaliges Bauernhaus (17. Jh.)          | G   | Alte Unterdorfstrasse 3 632648 / 170162  |              |
| 218     | BW   | Datei hochladen                                            | Villa (Ende 19. Jh.)                     | G   | Hauptstrasse 13 632456 / 170124          |              |
| 224     | BW   | Datei hochladen · Wikidata zu Molketrinkhalle (Q111799395) | Ehemalige Molkentrinkhalle (1863)        | G   | Ringweg 30 632048 / 169417               |              |
| 224     | BW   | Datei hochladen                                            | Zementsteinbrunnen (1909)                | K   | Rugenstrasse N.N.1 632576 / 169705       |              |
| 233     | BW   | Datei hochladen                                            | Wohn- und Geschäftshaus (um 1910)        | G   | Hauptstrasse 16 632472 / 170092          |              |
| 276     | BW   | Datei hochladen                                            | Wohnhaus (1905)                          | G   | Gsteigstrasse 10 632655 / 169551         |              |
| 310     | BW   | Datei hochladen                                            | Waldhotel (1905)                         | G   | Wagnerenstrasse 15 631925 / 169076       |              |
| 331     | BW   | Datei hochladen                                            | Ehemaliges Bauernhaus (1573)             | G   | Alte Unterdorfstrasse 5 632657 / 170172  |              |
| 364     | BW   | Datei hochladen                                            | Ehemaliges Bauernhaus (1897)             | G   | Aegertenstrasse 23 632923 / 169871       |              |
| 480     | BW   | Datei hochladen                                            | Villa Roeder (1865)                      | G   | Klostergässli 26 632545 / 170393         |              |
| 520     | BW   | Datei hochladen                                            | Villa Maria (1908)                       | G   | Reginaweg 4 632317 / 170035              |              |
| 533     | BW   | Datei hochladen                                            | Boss-Scheune (spätes 17. Jh.)            | G   | Metzgergasse 10 632726 / 169991          |              |
| 539     | BW   | Datei hochladen                                            | Zementsteinbrunnen (1909)                | K   | Rugenstrasse N.N.2 632386 / 169327       |              |
| 618     | BW   | Datei hochladen                                            | Hotel Alpina (1900)                      | G   | Hauptstrasse 44 632600 / 169794          |              |
| 628     | BW   | Datei hochladen                                            | Wohn- und Geschäftshaus (frühes 20. Jh.) | G   | Hauptstrasse 40 632600 / 169812          |              |
| 666     | BW   | Datei hochladen                                            | Soppelsa-Haus (1745)                     | G   | Hauptstrasse 12 632406 / 170108          |              |
| 730     | BW   | Datei hochladen                                            | Ehemaliges Bauernhaus (1759)             | G   | Aegertenstrasse 5 632843 / 169906        |              |
| 754     | BW   | Datei hochladen                                            | Ehemaliges Bauernhaus (1732)             | G   | Kupfergasse 1 632799 / 169960            |              |
| 786     | BW   | Datei hochladen                                            | Wohn- und Geschäftshaus (1881)           | G   | Rütigässli 1 632762 / 170024             |              |
| 815     | BW   | Datei hochladen                                            | Ehemaliges Bauernhaus (1617)             | G   | Metzgergasse 9 632649 / 170014           |              |
| 830     | BW   | Datei hochladen                                            | Scheune (1658)                           | G   | Alte Unterdorfstrasse 18 632673 / 170162 |              |
| 853     | BW   | Datei hochladen                                            | Chalet Elisabeth (1904)                  | G   | Reginaweg 1 632436 / 170079              |              |
| 951     | BW   | Datei hochladen                                            | Wohnhaus (1874)                          | G   | Birkenweg 12 632489 / 170267             |              |
| 997     | BW   | Datei hochladen                                            | Wohnhaus (Ende 19. Jh.)                  | G   | Kesslergasse 30 632742 / 170165          |              |
| 1007    | ja   | Datei hochladen                                            | Bergstation der Heimwehfluhbahn (1906)   | G   | Heimwehfluhstrasse 64 631500 / 169477    |              |
| 1186    | BW   | Datei hochladen                                            | Kirchgemeindehaus (1977-79)              | G   | Herziggässli 21 632981 / 169960          |              |
| 1191    | BW   | Datei hochladen                                            | Beundenhaus (1643)                       | G   | Hauptstrasse 32 632530 / 170005          |              |
| 1230    | BW   | Datei hochladen                                            | Zementsteinbrunnen (1909)                | K   | Brunngasse N.N. 632720 / 169804          |              |
| 1340    | BW   | Datei hochladen                                            | Brunnen (1826)                           | K   | Dorfstrasse N.N. 632786 / 169937         |              |
| 1381    | BW   | Datei hochladen                                            | Talstation der Heimwehfluhbahn (1906)    | G   | Därligstrasse 32 631571 / 169640         |              |
| 1381    | BW   | Datei hochladen                                            | Brunnen (um 1915)                        | K   | Därligenstrasse N.N. 631580 / 169647     |              |
| 1464    | BW   | Datei hochladen                                            | Angestelltenhaus (1895)                  | G   | Klostergässli 28 632549 / 170417         |              |